# Dedicurins
Els dedicurins (Doedicurinae) són una subfamília extinta de mamífers cingulats de la família dels clamifòrids (o, segons altres classificacions, dels gliptodòntids) que visqueren a Sud-amèrica des del Miocè superior fins al Plistocè superior, fa entre 12.000 i 7,2 milions d'anys. Se n'han trobat restes fòssils a l'Argentina, Bolívia, el Brasil i l'Uruguai. Es tracta d'un grup força intrigant que inclou alguns dels armadillos gegants més grossos (amb un pes de fins a 2 tones) i curiosos. Es distingeixen pel seu tub caudal comprimit en la seva dimensió vertical, engrandit en la seva dimensió horitzontal i probablement dotat de pues, que els hauria servit per defensar-se de depredadors o en combats entre membres de la mateixa espècie. Així mateix, són els únics cingulats que tenien forats que travessaven els osteodermes de la cuirassa.